# Cầu Cheongdam
Cầu Cheongdam hay cầu Cheongdam lớn (Tiếng Hàn: 청담대교) là cây cầu bắc qua sông Hán, Hàn Quốc. Cầu nối quận Gwangjin với quận Gangnam. Tuyến tàu điện ngầm số 7 chạy qua cầu nối Ga Cheongdam với Ga Jayang. Cầu được khởi cộng vào tháng 12 năm 1993 và khánh thành vào tháng 1 năm 2001. Cầu Cheongdam là cầu đa tầng đầu tiên của Hàn Quốc. Tầng cầu dưới dành cho tuyến tàu điện ngầm Seoul số 7, trong khi tầng trên chỉ dành cho ô tô. Cầu rộng 27 m và dài 1.211 m.